# Bom Lugar
Pour les articles homonymes, voir Lugar.
Bom Lugar est une municipalité brésilienne située dans l'État du Maranhão.